# Сухая Речка (Красноярский край)
Сухая Речка — посёлок в Канском районе Красноярского края. Входит в состав Терского сельсовета.

## История
Основан в 1930-е годы как 5-я ферма колхоза «Красный Маяк». В 1976 г. Указом Президиума ВС РСФСР поселок фермы №5 совхоза «Красный Маяк» переименован в Сухая Речка.

## Население
| 2010 |
| ---- |
| 302  |